# Zwischen den Zeilen (1987)
Zwischen den Zeilen (Originaltitel: 84 Charing Cross Road) ist ein US-amerikanisch-britisches Filmdrama aus dem Jahr 1987. Regie führte David Hugh Jones, das Drehbuch schrieb Hugh Whitemore anhand eines Theaterstücks von James Roose-Evans, das seinerseits auf dem veröffentlichten Briefwechsel zwischen Helene Hanff und Frank P. Doel basiert.

## Handlung
Zu Beginn des Films reist die ältere Helen Hanff in einem Flugzeug nach England und tritt in ein leeres Geschäft ein. Die eigentliche Handlung wird als Rückschau erzählt und beginnt kurz nach dem Zweiten Weltkrieg. Die in bescheidenen Verhältnissen lebende New Yorker Autorin Helene Hanff liebt englische Literatur, erhält bestimmte Werke jedoch in ihrer Heimatstadt nicht oder nicht erschwinglich. Durch eine Zeitschrift wird sie auf die antiquarische Buchhandlung Marks & Co in London aufmerksam und schreibt diese an. Zu ihrer Überraschung erhält sie postwendend einige der gewünschten Exemplare zu sehr günstigen Preisen.
Es entwickelt sich ein Briefwechsel, der sich über Jahre erstreckt und auch mehrere der Angestellten des Antiquariats einschließt. Die Lebensbedingungen im Großbritannien der unmittelbaren Nachkriegszeit sind durch Nahrungsmittelrationierung und Sparzwänge geprägt. Während Hanff staunend ledergebundene oder goldbeschnittene Ausgaben aus dem britischen Antiquariat in den Händen hält, freuen sich die Londoner über Lebensmittelpakete, die sie ihnen zu Feiertagen über ein dänisches Unternehmen zukommen lässt.
Der Briefwechsel erstreckt sich über mehr als zwei Jahrzehnte und wird zunehmend allgemeiner und auch privater. Man erörtert literarische Fragen die Predigten von John Donne oder die Tagebücher von Samuel Pepys, aber auch Rezepte für Yorkshire Pudding, Baseball oder die Krönung von Elizabeth II. Die Spannung in der Korrespondenz erwächst aus dem humorvoll-provokanten Stil Hanffs im Kontrast zu dem nach außen hin „britisch-formellen“ Doels, der jedoch in seiner ruhigen Art durchaus humorvoll ist.
Die wirtschaftliche Situation für Helen Hanff verbessert sich mit den Jahren, als sie auch TV-Drehbücher schreibt. Allerdings schlagen mehrere Pläne, nach London zu reisen und Doel und das Antiquariat zu besuchen, fehl. Doel, verheiratet und Vater zweier Töchter, sieht seine Kinder heranwachsen und Kollegen weggehen oder sterben – an allem nimmt Hanff von New York aus Anteil. Sie selbst bleibt ihrem ungebundenen Leben treu und wird sogar während der Studentenproteste 1968 einmal kurzzeitig festgenommen, weil sie sich von einem Polizisten nicht einfach abspeisen und hinter die Linien zurückschicken lässt.
Kurz darauf erhält sie einen Brief aus London, der ihr vom Tod Frank Doels berichtet. Auf ihr Kondolenzschreiben an die Familie folgt ein Brief von Doels Witwe Nora, die ihr gesteht, auf die enge briefliche Beziehung der beiden zuweilen eifersüchtig gewesen zu sein. Gleichzeitig wünscht sie sich, dass die beiden sich kennengelernt hätten.
Zum Ende des Films steht Hanff in dem leeren Londoner Antiquariat und spricht lächelnd zu dem abwesenden Doel: „nun Frankie, hier bin ich, endlich habe ich es geschafft“.

## Kritiken
Roger Ebert schrieb in der Chicago Sun-Times vom 27. März 1987, der Film sei für Menschen bestimmt, die London und Bücher lieben würden. Die erzählte Geschichte sei nicht sehr dramatisch; die Handlung spielt meist in einem Postamt. Ebert kenne das zugrundeliegende Theaterstück wie auch das Buch, auf dem das Stück beruhe, aber er halte die Grundidee immer noch nicht für stichhaltig („I read the book and I saw the play and now I am reviewing the movie, and I still don’t think the basic idea is sound“).
Das Lexikon des internationalen Films schrieb, der „ruhige“ Film behandle „die eher unfilmischen Themen Bücher, Lesen und Schreiben“; er würde sich „wohl nur Büchernarren ganz erschließen“. Gleichzeitig thematisiere er den „körperlichen und geistigen Mangel und den Wandel zweier Gesellschaften im Laufe einer Nachkriegsgeneration“.
Die Zeitschrift Cinema schrieb, der „leise“ Film sei gleichzeitig eine „sensible Love-Story“ und ein „historisches Zeitdokument“. Er thematisiere „die wichtigen Dinge des Lebens: Freundschaft, Großzügigkeit, Leidenschaft und Sehnsucht“.

## Auszeichnungen
Anthony Hopkins gewann im Jahr 1987 einen Preis des Internationalen Filmfestivals Moskau, David Hugh Jones wurde für einen weiteren Preis des gleichen Festivals nominiert. Anne Bancroft erhielt im Jahr 1988 den BAFTA Award, Judi Dench und Hugh Whitemore wurden für den gleichen Preis nominiert. Das Drehbuch wurde im Jahr 1989 mit dem USC Scripter Award ausgezeichnet.

## Hintergründe
Der Film wurde in London, in New York City und in den Lee International Studios in Shepperton gedreht. Er spielte in den Kinos der USA ca. 1,08 Millionen US-Dollar ein.